# 몬테포르테칠렌토
몬테포르테칠렌토(이탈리아어: Monteforte Cilento)는 이탈리아 캄파니아주 살레르노도에 위치한 코무네다.
몬테포르테는 본래 고대 로마의 카스트룸(고대 로마의 병영및 군단주둔지)였으나 사라센들의 침입으로 인한 이주로 인하여 고중세시대때 규모가 확장됐다.